# Vipul’s Razor
Vipul’s Razor ist ein Prüfsummen-basiertes, verteiltes, gemeinschaftliches E-Mail-Spam-Erkennungs- und -Filter-Netzwerk. Es steht als freie Software unter der Artistic License. Vipul’s Razor ist in Perl geschrieben und wird hauptsächlich von Vipul Ved Prakash entwickelt.
Razor basiert auf einem verteilten Spam-Katalog, der durch Benutzerrückmeldungen ständig aktualisiert wird. E-Mail-Clients und -Server können so bekannten Spam filtern. Die Erkennung erfolgt auf Basis von statistischen und zufälligen Signaturen. Die Benutzerrückmeldungen werden anhand eines rückgekoppelten Bewertungssystems gewichtet: Benutzer erhalten eine Reputation, die die Zuverlässigkeit ihrer Rückmeldungen bewertet. Die Reputation wird anhand von (übereinstimmenden) Rückmeldungen angepasst. Razor wird, obwohl gerade für E-Mail-Clients geeignet, zurzeit hauptsächlich von serverseitigen Spamfiltern (z. B. SpamAssassin) genutzt.
Razor2 ersetzte die ursprünglichen Katalogserver von Vipul's Razor durch proprietäre Backend-Systeme vom Unternehmen Cloudmark.
Ein kommerzieller Ableger von Razor, der dasselbe Netzwerk benutzt, ist Cloudmark Desktop, das als Plugin für Microsoft Outlook, Outlook Express und Mozilla Thunderbird verfügbar ist.